# Quartiers de Cracovie

Les 18 quartiers de Cracovie, avec la Vistule allant de l'ouest à l'est

La ville de Cracovie est divisée en 18 quartiers administratifs (également appelés « arrondissements »)  (en polonais : dzielnica), chacun avec un degré d'autonomie vis-à-vis du gouvernement municipal.
Les quartiers les plus vieux de Cracovie ont été insérés dans la ville à la fin du XVIIIe siècle. Ils incluent le centre historique (autrefois contenu dans les murs défensifs de la ville et maintenant encerclé par le parc Planty).
Les quartiers majeurs qui ont été ajoutés les XIXe et XXe siècles incluent Podgórze, qui, jusqu'en 1915, était une ville séparée sur la rive sud de la Vistule et Nowa Huta, à l'est du centre-ville, a été construit après la Seconde Guerre mondiale et a été fusionné avec la ville en 1951. Entre 1951 et 1973, la ville a été divisée en six arrondissements : Stare Miasto, Zwierzyniec, Kleparz, Grzegórzki, Podgórze et Nowa Huta. De 1973 jusqu'à l'introduction de la division présente en 1991, il y avait quatre arrondissements : Śródmieście (« Centre-ville »), Podgórze, Krowodrza et Nowa Huta.
La division actuelle a été mise en place le 27 mars 1991 et a été légèrement modifiée le 19 avril 1995 par la municipalité de Cracovie.
| Nom du quartier              | Population | Superficie |
| ---------------------------- | ---------- | ---------- |
| Stare Miasto (I)             | 41 121     | 5,59 km2   |
| Grzegórzki (II)              | 30 441     | 5,86 km2   |
| Prądnik Czerwony (III)       | 46 621     | 6,38 km2   |
| Prądnik Biały (IV)           | 66 649     | 23,70 km2  |
| Krowodrza (V)                | 34 467     | 5,38 km2   |
| Bronowice (VI)               | 22 467     | 9,57 km2   |
| Zwierzyniec (VII)            | 20 243     | 28,66 km2  |
| Dębniki (VIII)               | 56 258     | 46,71 km2  |
| Łagiewniki (IX)              | 15 014     | 5,73 km2   |
| Swoszowice (X)               | 20 461     | 24,16 km2  |
| Podgórze Duchackie (XI)      | 52 522     | 10,65 km2  |
| Bieżanów-Prokocim (XII)      | 63 270     | 18,46 km2  |
| Podgórze (XIII)              | 32 050     | 25,16 km2  |
| Czyżyny (XIV)                | 26 169     | 12,29 km2  |
| Mistrzejowice (XV)           | 54 276     | 5,47 km2   |
| Bieńczyce (XVI)              | 44 237     | 3,69 km2   |
| Wzgórza Krzesławickie (XVII) | 20 234     | 23,75 km2  |
| Nowa Huta (XVIII)            | 58 320     | 65,52 km2  |
| Total                        | 705 000    | 279,53 km2 |

Les quartiers sont les suivants (leur nom s'écrit en nombres romains) :
- I - Stare Miasto (Vieille Ville : inclut notamment la Vieille Ville proprement dite - entourée par les Planty qui ont remplacé les fortifications au XIXe siècle - et Kazimierz)
- II - Grzegórzki
- III - Prądnik Czerwony
- IV - Prądnik Biały
- V - Krowodrza
- VI - Bronowice
- VII - Zwierzyniec
- VIII - Dębniki (inclut l'abbaye de Tyniec et le nouveau campus de l'université Jagellonne)
- IX - Łagiewniki - Borek Fałęcki
- X - Swoszowice
- XI - Podgórze Duchackie
- XII - Bieżanów-Prokocim
- XIII - Podgórze
- XIV - Czyżyny
- XV - Mistrzejowice
- XVI - Bieńczyce
- XVII - Wzgórza Krzesławickie
- XVIII - Nowa Huta

## Stare Miasto

Stare Miasto

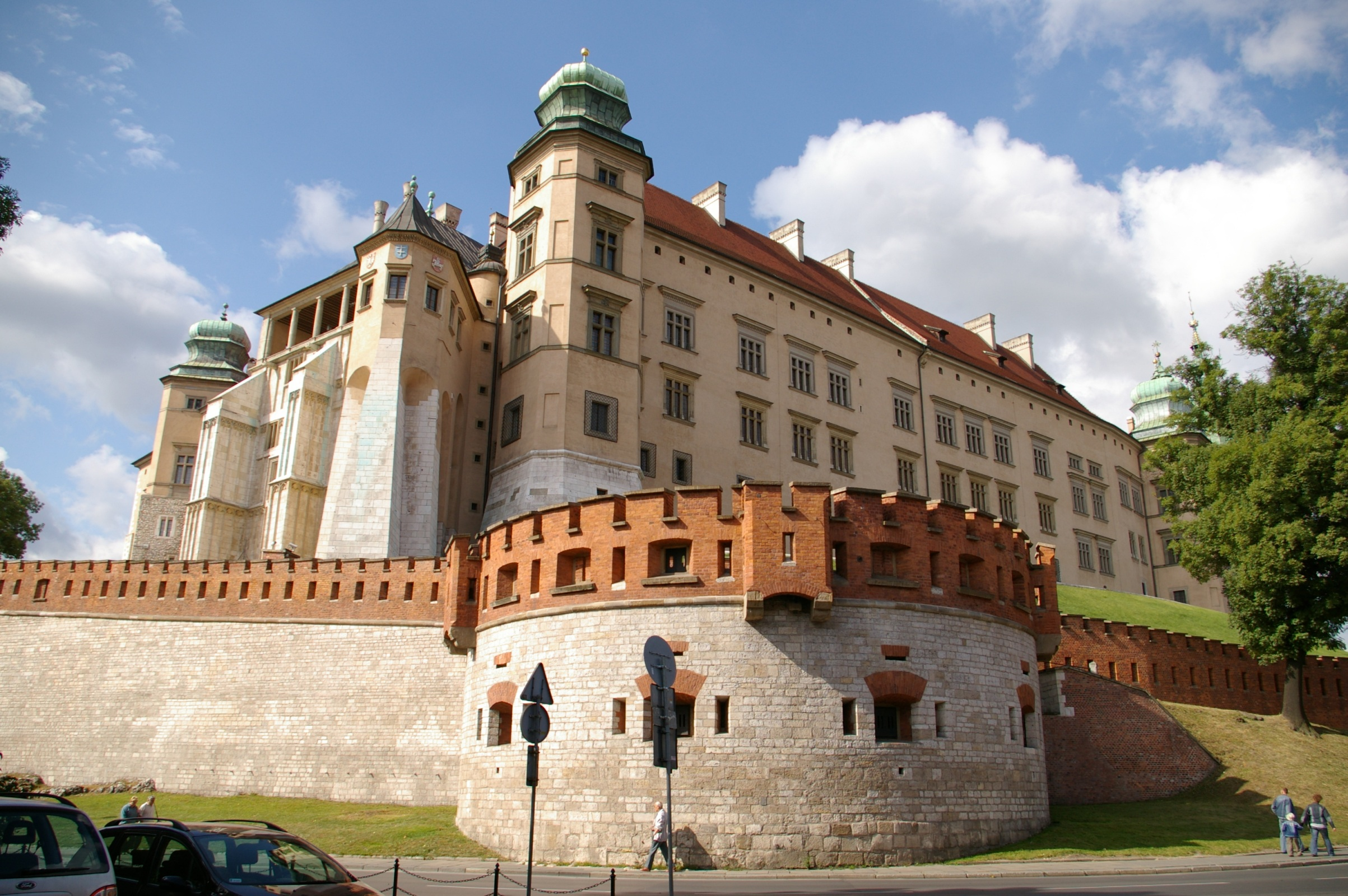
Le Château du Wawel

Stare Miasto (« vieille ville ») est le quartier de Cracovie no  I. Il est composé du centre historique de la ville, de la colline du Wawel, du quartier juif de Kazimierz, ainsi que des quartiers appelés Nowe Miasto (« Nouvelle ville »), Nowy Świat (« Nouveau monde »), Kleparz, Okół, Piasek, Stradom and Warszawskie (en partie dans Prądnik Czerwony). Le centre historique de Cracovie est inscrit sur la liste du patrimoine mondial de l'UNESCO depuis 1978.
Cracovie a un exemple notable de centre historique en Pologne, car elle fut, pendant plusieurs siècles, la capitale royale du pays, avant que Sigismond III transféra le pouvoir à Varsovie en 1596.
La Vieille Ville était entourée par un mur défensif d'une longueur de 3 km, appelé Barbacane, complété par 46 tours et 7 accès à la ville. Ces fortifications ont été érigées pour une durée de 2 siècles. Le plan architectural de Stare Miasto a été dessiné à la suite des invasions tatares de 1259 et 1287. Il contient la place centrale nommée Rynek Główny, qui était la plus grande place médiévale en Europe.
Il y a beaucoup de monuments historiques à Stare Miasto, comme la Basilique Sainte-Marie, l'Église Saint-Adalbert, ainsi que des trésors nationaux. Au centre de la place, qui est entourée de maisons d'architecture Kamienica, se dresse la Sukiennice, datant de la Renaissance, qui est une collection du Musée national de Cracovie. Elle est surmontée par la Tour de l'Hôtel de Ville.
L'intégralité du quartier est séparé en deux parties par la Voie royale (Cracovie), empruntée par les Souverains de Pologne lors de la cérémonie de couronnement. Elle demarre à partir de l'Église Saint-Florian, passe par la Barbacane et entre dans Stare Miasto par la Porte Saint-Florian.
Au XIXe siècle, la plupart des fortifications de la Vieille Ville ont été démolies. Le fossé entourant les remparts a été bouché et s'est transformé en espace vert, actuellement nommé parc Planty.

Grzegórzki

## Grzegórzki
Grzegórzki est le quartier de Cracovie no II. Jusqu'en 1990, c'était une partie du quartier no I (Stare Miasto). Il entoure les quartiers de Stare Miasto à l'ouest, Prądnik Czerwony au nord, Czyżyny à l'est et Podgórze à travers la Vistule au sud. Il est composé des sous-quartiers appelés Dąbie, Grzegórzki, Olsza (en partie dans Prądnik Czerwony), Osiedle Oficerskie et Wesoła.

Prądnik Czerwony

## Prądnik Czerwony
Prądnik Czerwony est le quartier no III. Jusqu'en 1990, c'était une partie du quartier no I, (Stare Miasto). Il borde Prądnik Biały au nord-ouest, Mistrzejowice et Czyżyny à l'est et Stare Miasto et Grzegórzki au sud. Il est composé des sous-quartiers appelés Prądnik Czerwony, Olsza (en partie dans Grzegórzki), Rakowice, Śliczna, Ugorek, Warszawskie (en partie dans Stare Miasto) et Wieczysta.

Prądnik Biały

## Prądnik Biały
Prądnik Biały est le quartier no  IV, et celui se trouvant le plus au nord de la ville. Jusqu'en 1990, il faisait partie du quartier no  V (Krowodrza). Il borde Bronowice, Krowodrza, Stare Miasto et Grzegórzki. Il est composé des sous-quartiers appelés Prądnik Biały, Azory, Bronowice Wielkie, Górka Narodowa, Tonie, Witkowice, Żabiniec, Osiedle Krowodrza Górka et Osiedle Witkowice Nowe.

Krowodrza

## Krowodrza
Krowodrza est le quartier no  V, connu avant le 24 mai 2006 sous le nom de Łobzów. Il borde Stare Miasto à l'est, Zwierzyniec au sud, Bronowice à l'ouest et Prądnik Biały au nord. Il est composé d'ancien villages appelés Czarna Wieś, Krowodrza, Łobzów ey Nowa Wieś, Cichy Kącik, et d'un sous-quartier résidentiel pour les étudiants de l'École des mines et de la métallurgie.

Bronowice

## Bronowice
Bronowice est le quartier no  VI. Avant 1990, il faisait partie du quartier no  V. Il est bordé par Prądnik Biały au nord, Krowodrza à l'est and Zwierzyniec au sud. Il est composé d'anciens villages appelés Bronowice, Bronowice Małe et Mydlniki, et d'anciens territoires appelés Osiedle Bronowice Nowe et Osiedle Widok Zarzecze.

Zwierzyniec

## Zwierzyniec
Zwierzyniec est le quartier no  VII. Il borde Bronowice et Krowodrzal au nord, Stare Miasto à l'est et Dębniki au sud (à travers la Vistule). Il est composé des anciens villages de Bielany, Chełm, Olszanica, Półwsie Zwierzynieckie, Przegorzały, Wola Justowska, Zakamycze and Zwierzyniec, et la propriété de Salwator. Le quartier contient le Mont Kościuszko et la Chapelle de la Bienheureuse Bronisława. Bielany contient la première réserve municipale d'approvisionnement en eau, en service depuis 1901.

Dębniki

## Dębniki
Dębniki est le quartier no  VIII, séparé en 1990 de Podgórze. Il est composé des anciens villages appelés Bodzów, Dębniki, Kapelanka, Kobierzyn, Koło Tynieckie, Kostrze, Ludwinów, Podgórki Tynieckie, Pychowice, Sidzina, Skotniki, Tyniec et Zakrzówek, ainsi que des sous-quartiers de Kliny Zacisze et Mochnaniec.
Debniki est principalement une zone résidentielle. Avec des bâtiments issus de plusieurs architectures, elle contient des bâtiments du XIXe siècle aux alentours de la Rynek Dębnicki, ainsi que des habitations pavillonnaires situées dans la banlieue. À Tyniec se dresse une abbaye bénédictine célèbre, fondée au XIe siècle.
Le quartier contient beaucoup d'espaces libres, le parc naturel Zakrzówek est le plus populaire d'eux. Un nouveau complexe de bâtiments universitaires, appelé le Troisième Campus de l'université Jagellonne, est développé dans le quartier.

Łagiewniki-Borek Fałęcki

## Łagiewniki-Borek Fałęcki

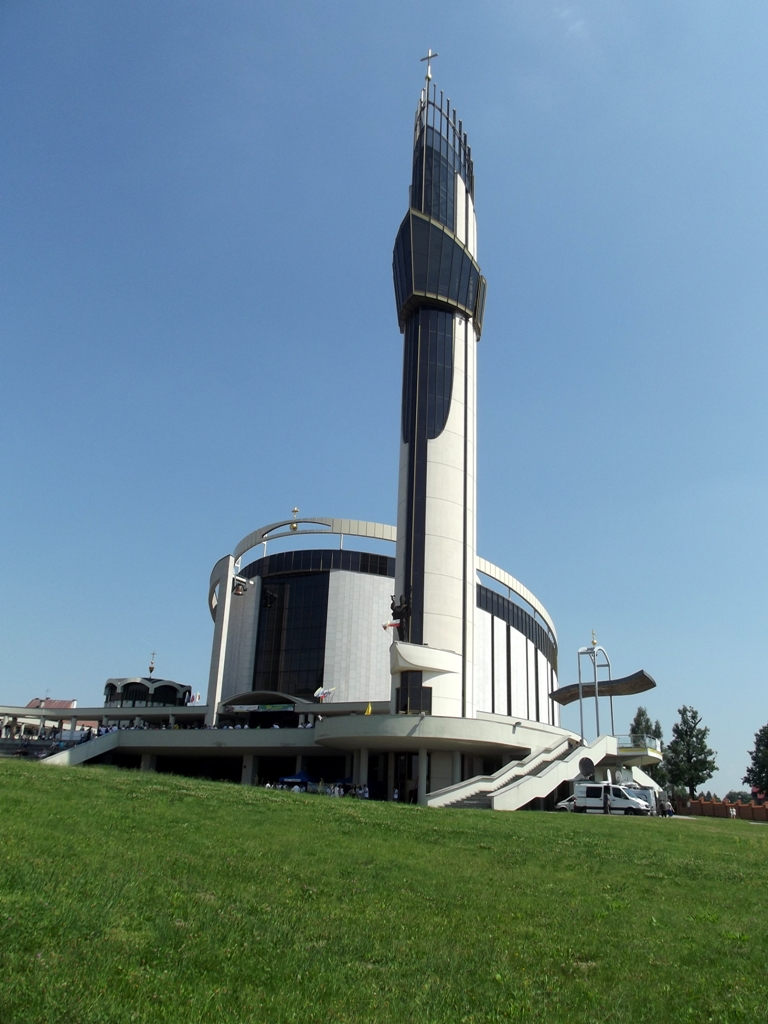
Basilique de la Miséricorde Divine

Łagiewniki-Borek Fałęcki est le quartier no  IX. Avant 1990, il faisait partie du quartier de Podgórze. Il est composé des sous-quartiers de Łagiewniki au nord, du quartier de Borek Fałęcki au sud et du quartier de Osiedle Cegielniana au nord ouest. Le quartier borde  Podgórze au nord, Podgórze Duchackie à l'est, Swoszowice au sud, et Dębniki a l'ouest.
Sanctuaire de la Miséricorde Divine à Kraków est ici.

Swoszowice

## Swoszowice
Swoszowice est le quartier no  X. Avant 1990, il faisait partie du quartier de Podgórze. Il borde Dębniki à l'est et Łagiewniki-Borek Fałęcki et Podgórze Duchackie au nord. Il est composé des sous-quartiers de Swoszowice, Bania, Barycz, Jugowice, Kliny Borkowskie, Kosocice, Lusina, Łysa Góra, Opatkowice, Rajsko, Siarczana Góra, Soboniowice, Wróblowice et Zbydniowice.

Podgórze Duchackie

## Podgórze Duchackie
Podgórze Duchackie est le quartier no  XI. Avant le 24 mai 2006, il portait le nom de Wola Duchacka. Il faisait partie du quartier de Podgórze avant 1990. Il borde Bieżanów-Prokocim à l'est, Swoszowice au sud, et Łagiewniki-Borek Fałęcki à l'est.
Le quartier est composé des sous-quartiers de Bonarka, Kurdwanów, Kurdwanów Nowy, Osiedle Piaski Nowe, Osiedle Podlesie, Piaski Wielkie et Wola Duchacka.

Bieżanów-Prokocim

## Bieżanów-Prokocim
Bieżanów-Prokocim est le quartier administratif no  XII. Avant le 24 mai 2006, il était connu sous le nom de Prokocim-Bieżanów. Il faisait partie du quartier de
Podgórze avant 1990. Il borde Podgórze au nord et Podgórze Duchackie à l'ouest. Le nom de ce quartier provient de deux de ses sous-quartiers qui le constituent, Bieżanów et Prokocim. Le quartier est également composé des sous-quartiers de Bieżanów Kolonia, Kaim, Łazy et Rżąka, ainsi que des propriétés résidentielles de Bieżanów Nowy, Kolejowe, Medyków, Na Kozłówce, Nad Potokiem, Parkowe, Prokocim Nowy et Złocień.

Podgórze

## Podgórze

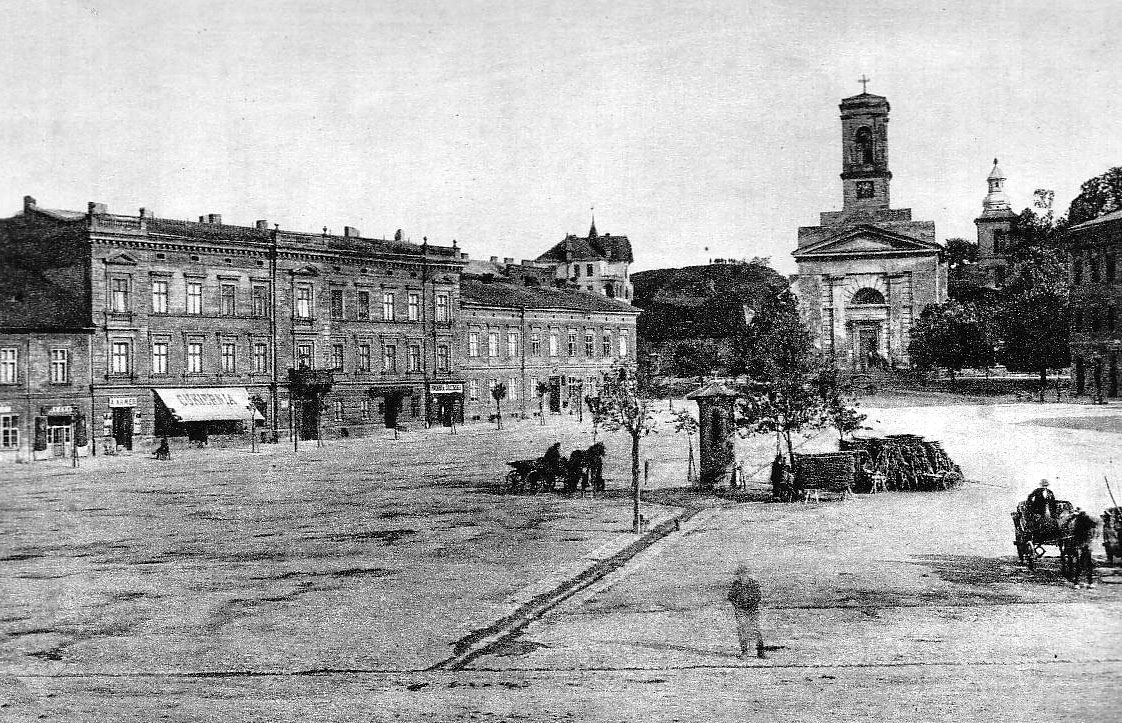
La plache du marché de Podgórze à la fin du XIXe siècle

Le quartier de Podgórze est situé sur la rive sud de la Vistule. Cet ancien village dont l'activité principale était la pêche a acquis le statut de ville par l'empereur autrichien Joseph II en 1784. De 1784 à 1915, c'était une commune indépedante ; elle était en 1910 la 13e plus grande de la Galicie. Anciennement devenue banlieue résidentielle et industrielle, Podgórze est maintenant intégré à part entière dans la ville de Cracovie. Il faisait anciennement partie de Stare Miasto. Il est composé des anciens villages de Płaszów, Rybitwy et Przewóz. Sa population est de 31 599, et sa superficie est de 24,6 km2.
La plus ancienne structure artificielle de Podgórze est Tumulus de Krakus, qui serait, selon la légende, le tombeau du roi Krakus.
Le pont de Charles, reliant Podgórze avec la ville de Cracovie par-dessus la Vistule a été construit en 1802 et détruit par une inondation 11 ans plus tard en 1813. Un nouveau pont pour les piétons et les cyclistes a été construit en 2010, par-dessus l'ancien.

Czyżyny

## Czyżyny
Czyżyny est le quartier administratif no  XIV. Avant 1990, il faisait partie du quartier de Nowa Huta. Il borde les quartiers de Grzegórzki, Prądnik Czerwony, Mistrzejowice, Bieńczyce, Nowa Huta, et Podgórze. Il est composé de l'ancien village de Czyżyny, ainsi que du sous-quartier de Łęg et de différentes propriétés résidentielles.

Mistrzejowice

## Mistrzejowice
Mistrzejowice est le quartier no  XV. Il borde les quartiers de Prądnik Czerwony, Czyżyny, Bieńczyce et Wzgórza Krzesławickie. Il est composé des sous-quartiers de Batowice, Dziekanowice et Mistrzejowice, ainsi que de différentes propriétés résidentielles.

Bieńczyce

## Bieńczyce
Bieńczyce est le quartier administratif no  XVI. Il borde Czyżyny au sud-ouest, Mistrzejowice au nord-ouest, Wzgórza Krzesławickie au nord-est, et Nowa Huta au sud-est.

Wzgórza Krzesławickie

## Wzgórza Krzesławickie
Wzgórza Krzesławickie est le quartier administratif no  XVII. Avant le 24 mai 2006, il était connu sous le nom de Grębałów. Il borde Mistrzejowice et Bieńczyce à l'ouest, et Nowa Huta au sud. Il est formé des anciens villages de Dłubnia, Grębałów, Kantorowice, Krzesławice, Lubocza, Łuczanowice, Wadów, Węgrzynowice, et Zesławice.

Nowa Huta

## Nowa Huta
Nowa Huta est le quartier le plus à l'est de la ville. Il porte le no  XVIII. C'est également l'un des plus populeux avec plus de 200 000 habitants.
Nowa Huta a été créé en 1949 en tant que ville séparée de Cracovie. Il a été créé par les communistes, qui ont repris les villages de Mogiła, Pleszów et Krzesławice et les ont fusionnés. La ville est alors devenue idéale pour la propagande communiste, et était majoritairement peuplée d'ouvriers. Elle a été transférée dans la ville de Cracovie en 1951 et devient alors un quartier de la ville. Un réseau de tramway y est installé l'année suivante.
Depuis la chute du communisme, le quartier de la ville qui était une fois un joyau du stalinisme est maintenant devenue anti-communiste.
Les rues portant autrefois un nom rappelant Lénine et la révolution cubaine ont été rebaptisées pour honorer le pape Jean-Paul II et le général polonais Władysław Anders.
En 2004, la place centrale de Nowa Huta, qui abritait une statue géante de Lénine, a été rebaptisée au nom de Ronald Reagan pour honorer l'ancien Président américain,. Cependant, cette décision a mené à beaucoup de protestations, et le nom traditionnel est toujours très utilisé.